# USA i olympiska sommarspelen 1960
USA deltog i olympiska sommarspelen 1960 i Rom med 292 deltagare i 19 sporter. Totalt vann de trettiofyra guldmedaljer, tjugoen silvermedaljer och sexton bronsmedaljer.

## Medaljer

### Guld
- Jay Hoyland Arnette, Walter Jones Bellamy, Jr., Robert Lewis Boozer, Terence Gilbert Dischinger, Burdette Haldorson, Darrall Tucker Imhoff, Allen Earl Kelley, Lester E. Lane, Jerry Ray Lucas, Oscar Palmer Robertson, Adrian Howard Smith och Jerome Alan West - Basket
- Wilbert McClure - Boxning, lätt mellanvikt
- Eddie Crook, Jr. - Boxning, mellanvikt
- Cassius Clay - Boxning, lätt tungvikt
- Terrence McCann - Brottning, fristil, bantamvikt
- Shelby Wilson - Brottning, fristil, lättvikt
- Douglas Blubaugh - Brottning, fristil, weltervikt
- Otis Davis - Friidrott, 400 meter
- Lee Calhoun - Friidrott, 110 meter häck
- Glenn Ashby Davis - Friidrott, 400 meter häck
- Jack Yerman, Earl Young, Glenn Ashby Davis och Otis Davis - Friidrott, 4 x 400 meter stafett
- Ralph Boston - Friidrott, längdhopp
- Don Bragg - Friidrott, stavhopp
- Bill Nieder - Friidrott, kulstötning
- Al Oerter - Friidrott, diskuskastning
- Rafer Johnson - Friidrott, tiokamp
- Wilma Rudolph - Friidrott, 100 meter
- Wilma Rudolph - Friidrott, 200 meter
- Martha Hudson, Lucinda Williams, Barbara Jones och Wilma Rudolph - Friidrott, 4 x 100 meter stafett
- Arthur Ayrault, Ted Nash, John Sayre och Rusty Wailes - Rodd, fyra utan styrman
- George O'Day, James Hunt och David Smith - Segling, 5,5 m
- William Mulliken - Simning, 200 meter bröstsim
- Michael Troy - Simning, 200 meter fjäril
- George Harrison, Richard Blick, Michael Troy och Jeff Farrell - Simning, 4 x 200 meter frisim
- Frank McKinney, Paul Hait, Lance Larson och Jeff Farrell - Simning, 4 x 100 meter medley
- Chris von Saltza - Simning, 400 meter frisim
- Lynn Burke - Simning, 100 meter ryggsim
- Carolyn Schuler - Simning, 100 meter fjäril
- Joan Spillane, Shirley Stobs, Carolyn Wood och Chris von Saltza - Simning, 4 x 100 meter frisim
- Lynn Burke, Patty Kempner, Carolyn Schuler och Chris von Saltza - Simning, 4 x 100 meter medley
- Gary Tobian - Simhopp, svikt
- Bob Webster - Simhopp, höga hopp
- William McMillan - Skytte, snabbpistol
- Charles Vinci - Tyngdlyftning, 56 kg

### Silver
- Dave Sime - Friidrott, 100 meter
- Lester Carney - Friidrott, 200 meter
- William May - Friidrott, 110 meter häck
- Clifton Cushman - Friidrott, 400 meter häck
- Bo Roberson - Friidrott, längdhopp
- Ron Morris - Friidrott, stavhopp
- Parry O'Brien - Friidrott, kulstötning
- Rink Babka - Friidrott, diskuskastning
- Frank Chapot, George Morris och William Steinkraus - Ridsport, hoppning
- Lance Larson - Simning, 100 meter frisim
- Frank McKinney - Simning, 100 meter ryggsim
- Chris von Saltza - Simning, 100 m frisim
- Paula Jean Myers-Pope - Simhopp, svikt
- Paula Jean Myers-Pope - Simhopp, höga hopp
- Samuel Hall - Simhopp, svikt
- Gary Tobian - Simhopp, höga hopp
- James Enoch Hill - Skytte, 50 meter gevär, liggande
- Isaac Berger - Tyngdlyftning, 60 kg
- Tommy Kono - Tyngdlyftning, 75 kg
- James George - Tyngdlyftning, 82,5 kg
- James Bradford - Tyngdlyftning, +90 kg

### Brons
- Quincey Daniels - Boxning, lätt weltervikt
- Hayes Jones - Friidrott, 110 meter häck
- Dick Howard - Friidrott, 400 meter häck
- John Thomas - Friidrott, höjdhopp
- Dallas Long - Friidrott, kulstötning
- Dick Cochran - Friidrott, diskuskastning
- Earlene Brown - Friidrott, kulstötning
- Albert Axelrod - Fäktning, florett
- Robert Beck - Modern femkamp
- Robert Beck, George Lambert och Jack Daniels - Modern femkamp
- Richard Draeger, Conn Findlay och Kent Mitchell - Rodd, tvåa med styrman
- William Parks och Robert Halperin - Segling, Starbåt
- George Breen - Simning, 1500 m frisim
- Robert Bennett - Simning, 100 m ryggsim
- Dave Gillanders - Simning, 200 m fjäril
- Norbert Schemansky - Tyngdlyftning, +90 kg